# Spaelotis unicolor
Spaelotis unicolor là một loài bướm đêm trong họ Noctuidae.